# 科里-金氧化反应
科里-金氧化反应指醇在N-氯代丁二酰亚胺（NCS）和二甲硫醚（Me2S，DMS）作用下，再经碱处理可得相应的醛或酮。
反应以艾里亚斯·詹姆斯·科里及其韓裔博士后Choung Un Kim的名字命名。
反应有显著的溶剂效应，一般是在甲苯中进行，用极性更大的溶剂如二氯甲烷／二甲亚砜会导致副产物甲硫醚ROCH2SCH3的产生。
试剂便宜易得，反应条件温和，适用于很多敏感底物。N-氯代丁二酰亚胺在这里是活化剂。烯丙醇和苄醇在无碱条件下经过反应可以顺利得到相应的氯代物。
缺点是试剂二甲硫醚臭味较大。Ohsugia等用长链硫醚代替二甲硫醚，Crich等利用氟化长链硫醚代替二甲硫醚，均能在一定程度上克服上述缺点。

## 反应机理
科里-金氧化反应的机理与斯文氧化反应机理类似，首先是DMS进攻NCS的N-Cl键，产生硫鎓离子，然后亲电的硫鎓离子被醇亲核进攻，生成含S-O键的中间体，随后碱从二甲硫醚的甲基夺取质子，生成硫叶立德，最后硫叶立德发生分解，得到醛／酮和二甲硫醚。